# Claudia Matarazzo
Claudia Matarazzo Mieli (São Paulo, 2 de dezembro de 1958) é uma jornalista brasileira especialista em etiqueta e comportamento. É membro da tradicional família Matarazzo, sendo irmã do político Andrea Matarazzo e sobrinha de Ciccillo Matarazzo. Desde janeiro de 2007 é a chefe do cerimonial do governo do estado de São Paulo.
No Grupo Abril, trabalhou por um período de oito anos, acabando por receber o Prêmio Abril de Jornalismo por seus trabalhos na Revista Casa Claudia. Para a revista Isto É (da Editora Três) trabalhou como como free-lancer, tendo assinado pelo período de um ano uma coluna de gastronomia. Na Vogue e Playboy lançou o suplemento de moda masculina.
Atuou como apresentadora de TV na Cultura (Festa Baile) e na Gazeta. Assinou uma página de comportamento na revista de bordo da Ocean Air (atual Avianca Brasil) e escreveu semanalmente na revista Já do Diário de São Paulo e uma coluna na Revista do jornal A Tribuna, de Santos. Escreve para alguns jornais e revistas. Escreve para a Revista Bianchini, uma publicação de requinte na região de Sorocaba e região de São Paulo.
Durante os anos de 2011 até 2013 , assumiu o cargo de Coordenação do MBA Gestão de Eventos e Cerimoniais de Luxo da Roberto Miranda Educação Corporativa, em São Paulo, promovendo atualização de profissionais do setor de eventos, festas e casamentos.
Na carreira de cantora foi premiada com o Prêmio Sharp de Música na categoria "Revelação", em 1987. Em 2018,estreia como atriz na novela Tempo de Amar no papel de Pepita de Oro, amiga de Madame Lucerne

## Livros
- 1995 - Etiqueta sem Frescura - um manual atualizado do código de comportamento moderno
- 1996 - Gafe não é Pecado - uma coletânea de 70 estórias para tentar evitar uma gafe.
- 1997 - Case e Arrase - um guia para seu grande dia - o primeiro livro de etiqueta para casamento no Brasil.
- 1998 - Beleza 10 - um guia de cuidados para todas as mulheres.
- 1999 - net.com.classe um guia para ser virtualmente elegante - sobre comportamento na Internet
- 2000 - Casamento sem Frescura' - um guia para noivas modernas, com dicas para organizar um casamento de maneira econômica e elegante.
- 2001 - Amante Elegante - Um Guia de Etiqueta a Dois.
- 2003 - Negócios Negócios - Etiqueta faz parte - livro sobre etiqueta corporativa.
- 2005 - Visual, uma questão pessoal
- 2009 - Vai Encarar? - Uma nação invisível de pessoas com deficiência, Editora Melhoramentos
- 2010 - Superdicas - Moda e Beleza, Editora Saraiva.
- 2010 - Superdicas - Etiqueta, Editora Saraiva.
- 2011 - Etiqueta sem Frescura, reedição.
- 2012 - Gafes no Palácio - relato dos bastidores do poder , durante sua gestão como Chefe de Cerimonial do Governo de São Paulo
- 2013 - Amor sem Frescura - comportamento dos casais
- 2015 - Casar sem Frescura- Dicas para noivas sobre festas e cerimônias de casamento, onde relata as diferenças culturais desses eventos no Brasil - Graça Kurylo (Rio Grande do Sul), Alódia Guimarães (Ceará), Izis Dorileo (Centro-Oeste), Dannilo Camargo (Minas Gerais), Wander Ferreira Junior (Interior de São Paulo), Roberta Lacerda e Stelinha Lacerda (Espírito Santo) , Fernanda Floret , blogueira do Vestida de Noiva, Roberto Cohen (Rio de Janeiro) - além de Chris Ayrosa, cenógrafa e grande produtora de festas.

- 2015 - "Não faça cerimônia, tente outra vez", pela Editora Saraiva - relata o histórico da vida de Claudia Matarazzo, desde a sua fase de estudante até ser jornalista - dando dicas como encontrar o melhor caminho para ter sucesso no trabalho.

## Condecorações
- Medalha da Casa Militar do Governo do Estado de São Paulo em 2008.
- Medalha da Polícia Militar do Estado de São Paulo em 2009.
- Ordem do Rio Branco,[6] outorgada pelo Ministério das Relações Exteriores em 2010.